# Pierre Rouchon
Pierre Rouchon, né le 6 octobre 1960, est un mathématicien français, professeur à Mines Paris, spécialiste de l'automatisme, membre de l'Académie des sciences (France).

## Biographie
Pierre Rouchon est ancien élève de l'École polytechnique (X1980, sorti classé 5e), et de l'École des Mines de Paris (1985). Il est membre du Corps des mines.
En 1990, il soutient une thèse de doctorat à l'Ecole des mines de Paris, intitulée Simulation dynamique et commande non lineaire des colonnes a distiller, sous la direction du chimiste Henri Renon. En 2002, il obtient un doctorat de l'Université Sorbonne-Paris-Nord avec une thèse intitulée Estimations a priori et critères d'explosion pour des problèmes paraboliques non linéaires encadrée par Philippe Souplet
Il est chercheur et professeur à l'École des Mines de Paris depuis 1986. Il dirige le laboratoire de recherche Automatique et Systèmes (CAS) de 1997 à 2002. A partir de 2002, il coordonne l'unité de recherche "Mathématiques et Systèmes" de l'Ecole des mines, qui regroupe 5 laboratoires de recherche et 73 personnes en 2013. Il est aussi professeur chargé de cours à l'École polytechnique de 1993 à 2005.

## Travaux
Les travaux de Pierre Rouchon portent sur l'automatique et les mathématiques appliquées. Il étudie les systèmes différentiablement plats et les observateurs asymptotiques invariants. Il contribue à la modélisation et au contrôle des systèmes quantiques, en liaison avec l'équipe de Serge Haroche,.

## Publications (sélection)
- Pierre Rouchon, Michel Fliess, Jean Lévine, Philippe Martin, « Flatness, motion planning and trailer systems », Proceedings of 32nd IEEE Conf,‎ 1993 (lire en ligne)
- Pierre Rouchon, « Flatness based control of oscillators », ZAMM,‎ 2005 (lire en ligne)
- Pierre Rouchon, Jason F. Ralph, « Efficient quantum filtering for quantum feedback control », Physical Rivew A,‎ 2015 (lire en ligne)
- Pierre Rouchon, Jason F. Ralph, « A tutorial introduction to quantum stochastic master equations based on the qubit/photon system », Annual Reviews in Control,‎ 2022 (lire en ligne)

## Prix et distinctions
- Grand Prix IMT - Académie des sciences (2017)[7]
- Membre de l'Académie des sciences (France) (élu en janvier 2025)[5]

## Vie privée
Il est marié avec Blandine Vinson-Rouchon, ingénieure générale de l'armement. Le couple a 2 enfants.